# François Petyt
François Petyt (Brugge, ca. 1485 – 1552) was burgemeester van Brugge.

## Levensloop
François Petyt was de zoon van Boudewijn Petyt, raadslid van Brugge en van Catharina Losschaert, dochter van de Brugse burgemeester Antoon Losschaert.  De familie Petyt had haar wortels in het graafschap Artesië.
Vanaf het jaar 1513 toen hij raadslid van Brugge werd, tot aan zijn overlijden op 26 januari 1552 doorliep Petyt een belangrijke ambtelijke loopbaan. Van 1515 tot 1521 was hij thesaurier van de stad. Bij herhaling werd hij schepen (in 1528, 1531, 1533, 1537, 1538, 1542, 1544), hoofdman van het Sint-Janssenstendeel (in 1524, 1530, 1543, 1545, 1547) en burgemeester van de Commune (in 1540 en 1541).
Hij bekleedde de hoogste functie, die van burgemeester van de schepenen in 1522, 1523, 1529, 1550 en 1551-52. Het is in deze functie dat hij in de loop van het jaar 1552 overleed.  
Hij was lid van heel wat verenigingen:
- in 1509 van de Edele Confrerie van het Heilig Bloed, waarvan hij voor het jaar 1520 de proost was.
- in 1535 van de kruisbooggilde van Sint-Joris.
- voogd van het hospitaal van de Potterie
- voogd van het Sint-Juliaansgasthuis.

Petyt was gehuwd met Marie Ridsaert (†15 mei 1562). Zij was de dochter van de Brugse schepen François Ridsaert (†1503) en van Antoinette Van Vyve (†1498), beiden lid van vooraanstaande families uit het vleeshouwersambacht.  Het echtpaar werd begraven bij de paters predikheren in de Langestraat. 

## Kinderen
François Petyt had een zoon, Jean-François Petyt (ca.1520-1562) die huwde met Françoise Courteville en in tweede huwelijk met Anna De Vooght, dochter van een schepen van het Brugse Vrije. Ook hij begon aan de ‘cursus honorum’ door in 1540 lid te worden van de Edele Confrerie van het Heilig Bloed, waarvan hij in 1545 proost werd en door in 1543 schepen van de stad te worden. Nadien werd hij nog gewoon raadslid (in 1545, 1547 en 1552), zodat het niet een zo schitterende loopbaan werd als van zijn vader. Een voortijdige dood maakte er een einde aan. 
Petyt had ook een dochter, Marguerite Petyt (ca.1520-1597) die met haar echtgenoot Jan van der Vlamincpoorte, telg uit een familie die al twee eeuwen Brugse burgemeesters en schepenen leverde, aan de oorsprong lag van talrijke adellijke families. Hun kleindochter Anna Van Brakel (+1575-1636) huwde met Anselm Opitius Adornes (1569-1610) en langs die filiatie werd François Petyt de voorvader van o.m. de families De Draeck, de Negri, Veranneman de Watervliet, de Limburg Stirum, de Peellaert en vele andere.

## Bewoner van 'De Lombard'
Het feit dat Petyt in 1524 hoofdman werd van het Sint-Janskwartier waar de Langestraat toe behoorde, geeft de mogelijkheid aan, geen absolute zekerheid uiteraard, dat hij toen al, of zelfs vroeger, in de imposante woning ‘De Lombard’ woonde. 
Hij was er met zekerheid eigenaar en bewoner van in 1541, zoals kan worden opgemaakt uit een akte waarin vermeld is: ... jeghens over den clooster van de Predicaren ... den huusinghen wylen gheheeten den Lombaert ofte Wouckere, nu ter daten van dezen toebehoorende dheer François Petit. 
Daar overleed hij, overleed zijn weduwe in 1562 en hetzelfde jaar zijn zoon. De erfgenamen verkochten het huis.